# Eddie's Archive
 (juin 2018).
Si vous disposez d'ouvrages ou d'articles de référence ou si vous connaissez des sites web de qualité traitant du thème abordé ici, merci de compléter l'article en donnant les références utiles à sa vérifiabilité et en les liant à la section « Notes et références ».
Coffrets d'Iron Maiden
Eddie's Head
(1998)
Eddie's archive est un coffret de trois doubles CD de raretés, célébrant plus de 20 ans de carrière du groupe de heavy metal britannique Iron Maiden, sorti en novembre 2002.

## Présentation
Le coffret, en édition limitée, est présenté dans une boîte en fer blanc gaufré avec le visage d'Eddie, la mascotte du groupe. Il contient, dans un écrin bleu, les trois doubles CD, un parchemin, numéroté individuellement à la main, retraçant l'historique du groupe sous forme d'un arbre généalogique, roulé dans un anneau à l'effigie d'Eddie, et un verre à liqueur monté sur un pied en métal sculpté.
Concernant les disques, Eddie's archive se compose d'un premier double CD, intitulé The BBC archives, compilant une collection de chansons, enregistrées entre 1979 et 1988 et extraites de trois sessions live en festival et d'une émission de radio en direct pour la BBC.
Le second double CD est une première édition du concert Beast over Hammersmith enregistré en mars 1982.
Enfin, le dernier double CD Best of the 'B' Sides reprend 31 faces B parues sur les singles et maxis du groupe entre 1979 et 2000.
En raison de la demande, une 2e édition, sortie en l'année suivante, est publiée et offre le même ensemble, dans un écrin rouge, mais le parchemin n'est pas numéroté, afin de préserver la valeur de l'édition originale.
Parlant du coffret, le bassiste et fondateur du groupe, Steve Harris, déclare : « Eddie's archive a été publié pour le vrai collectionneur. Nous nous efforçons toujours de garder cette qualité là pour les gens. Nous ferions beaucoup plus d'argent si nous ne compilions pas une version qui ressemble à ça mais nous le faisons parce que nous sommes fiers de l'héritage d'Iron Maiden et que nous voulons traiter les fans avec respect. ».

## The BBC archives
Lives par Iron Maiden
Rock in Rio
(2002) Death on the Road
(2005)
Coffret Eddie's Archive
Beast over Hammersmith
The BBC archives est un double album de sessions live du groupe de heavy metal britannique Iron Maiden, sorti en novembre 2002 dans le cadre du coffret Eddie's archive. 
Cette compilation reprend quatre titres de 1979 (au Friday Rock Show de la BBC), dix titres de 1982 (au festival de Reading), six titres de 1980 (au festival de Reading) et huit titres de 1988 (au festival Monsters of Rock de Donington).

### Liste des morceaux
Disque 1
Toutes les chansons sont écrites et composées par Steve Harris, sauf annotations.
| 1. | Iron Maiden                 |                              | 3:45 |
| 2. | Running Free                | Paul Di'Anno, Harris         | 3:10 |
| 3. | Transylvania (instrumental) |                              | 4:03 |
| 4. | Sanctuary                   | Di'Anno, Harris, Dave Murray | 3:45 |

| Session live au festival de Reading (Royaume-Uni), le 28 août 1982 | Session live au festival de Reading (Royaume-Uni), le 28 août 1982 | Session live au festival de Reading (Royaume-Uni), le 28 août 1982 | Session live au festival de Reading (Royaume-Uni), le 28 août 1982 | Session live au festival de Reading (Royaume-Uni), le 28 août 1982 | Session live au festival de Reading (Royaume-Uni), le 28 août 1982 | Session live au festival de Reading (Royaume-Uni), le 28 août 1982 | Session live au festival de Reading (Royaume-Uni), le 28 août 1982 | Session live au festival de Reading (Royaume-Uni), le 28 août 1982 | Session live au festival de Reading (Royaume-Uni), le 28 août 1982 |
| No                                                                 | Titre                                                              | Auteur                                                             | Durée                                                              |                                                                    |                                                                    |                                                                    |                                                                    |                                                                    |                                                                    |
| ------------------------------------------------------------------ | ------------------------------------------------------------------ | ------------------------------------------------------------------ | ------------------------------------------------------------------ | ------------------------------------------------------------------ | ------------------------------------------------------------------ | ------------------------------------------------------------------ | ------------------------------------------------------------------ | ------------------------------------------------------------------ | ------------------------------------------------------------------ |
| 5.                                                                 | Wrathchild                                                         |                                                                    | 3:31                                                               |                                                                    |                                                                    |                                                                    |                                                                    |                                                                    |                                                                    |
| 6.                                                                 | Run to the Hills                                                   |                                                                    | 5:36                                                               |                                                                    |                                                                    |                                                                    |                                                                    |                                                                    |                                                                    |
| 7.                                                                 | Children of the Damned                                             |                                                                    | 4:48                                                               |                                                                    |                                                                    |                                                                    |                                                                    |                                                                    |                                                                    |
| 8.                                                                 | The Number of the Beast                                            |                                                                    | 5:29                                                               |                                                                    |                                                                    |                                                                    |                                                                    |                                                                    |                                                                    |
| 9.                                                                 | 22 Acacia Avenue                                                   | Harris, Adrian Smith                                               | 6:36                                                               |                                                                    |                                                                    |                                                                    |                                                                    |                                                                    |                                                                    |
| 10.                                                                | Transylvania (instrumental)                                        |                                                                    | 6:20                                                               |                                                                    |                                                                    |                                                                    |                                                                    |                                                                    |                                                                    |
| 11.                                                                | The Prisoner                                                       | Harris, Smith                                                      | 5:50                                                               |                                                                    |                                                                    |                                                                    |                                                                    |                                                                    |                                                                    |
| 12.                                                                | Hallowed Be Thy Name                                               |                                                                    | 7:37                                                               |                                                                    |                                                                    |                                                                    |                                                                    |                                                                    |                                                                    |
| 13.                                                                | Phantom of the Opera                                               |                                                                    | 7:02                                                               |                                                                    |                                                                    |                                                                    |                                                                    |                                                                    |                                                                    |
| 14.                                                                | Iron Maiden (instrumental)                                         |                                                                    | 4:57                                                               |                                                                    |                                                                    |                                                                    |                                                                    |                                                                    |                                                                    |
| 72:29                                                              |                                                                    |                                                                    |                                                                    |                                                                    |                                                                    |                                                                    |                                                                    |                                                                    |                                                                    |

Disque 2
Toutes les chansons sont écrites et composées par Steve Harris, sauf annotations.
| 1. | Prowler                     |                 | 4:26 |
| 2. | Remember Tomorrow           | Di'Anno, Harris | 6:00 |
| 3. | Killers                     | Di'Anno, Harris | 4:43 |
| 4. | Running Free                |                 | 3:52 |
| 5. | Transylvania (instrumental) |                 | 4:49 |
| 6. | Iron Maiden                 |                 | 4:56 |

| Session live au festival Monsters of Rock de Castle Donington (Royaume-Uni), le 20 août 1988 | Session live au festival Monsters of Rock de Castle Donington (Royaume-Uni), le 20 août 1988 | Session live au festival Monsters of Rock de Castle Donington (Royaume-Uni), le 20 août 1988 | Session live au festival Monsters of Rock de Castle Donington (Royaume-Uni), le 20 août 1988 | Session live au festival Monsters of Rock de Castle Donington (Royaume-Uni), le 20 août 1988 | Session live au festival Monsters of Rock de Castle Donington (Royaume-Uni), le 20 août 1988 | Session live au festival Monsters of Rock de Castle Donington (Royaume-Uni), le 20 août 1988 | Session live au festival Monsters of Rock de Castle Donington (Royaume-Uni), le 20 août 1988 | Session live au festival Monsters of Rock de Castle Donington (Royaume-Uni), le 20 août 1988 | Session live au festival Monsters of Rock de Castle Donington (Royaume-Uni), le 20 août 1988 |
| No                                                                                           | Titre                                                                                        | Auteur                                                                                       | Durée                                                                                        |                                                                                              |                                                                                              |                                                                                              |                                                                                              |                                                                                              |                                                                                              |
| -------------------------------------------------------------------------------------------- | -------------------------------------------------------------------------------------------- | -------------------------------------------------------------------------------------------- | -------------------------------------------------------------------------------------------- | -------------------------------------------------------------------------------------------- | -------------------------------------------------------------------------------------------- | -------------------------------------------------------------------------------------------- | -------------------------------------------------------------------------------------------- | -------------------------------------------------------------------------------------------- | -------------------------------------------------------------------------------------------- |
| 7.                                                                                           | Moonchild                                                                                    | Bruce Dickinson, Smith                                                                       | 5:44                                                                                         |                                                                                              |                                                                                              |                                                                                              |                                                                                              |                                                                                              |                                                                                              |
| 8.                                                                                           | Wrathchild                                                                                   |                                                                                              | 3:00                                                                                         |                                                                                              |                                                                                              |                                                                                              |                                                                                              |                                                                                              |                                                                                              |
| 9.                                                                                           | Infinite Dreams                                                                              |                                                                                              | 5:52                                                                                         |                                                                                              |                                                                                              |                                                                                              |                                                                                              |                                                                                              |                                                                                              |
| 10.                                                                                          | The Trooper                                                                                  |                                                                                              | 4:04                                                                                         |                                                                                              |                                                                                              |                                                                                              |                                                                                              |                                                                                              |                                                                                              |
| 11.                                                                                          | Seventh Son of a Seventh Son                                                                 |                                                                                              | 10:27                                                                                        |                                                                                              |                                                                                              |                                                                                              |                                                                                              |                                                                                              |                                                                                              |
| 12.                                                                                          | The Number of the Beast                                                                      |                                                                                              | 4:42                                                                                         |                                                                                              |                                                                                              |                                                                                              |                                                                                              |                                                                                              |                                                                                              |
| 13.                                                                                          | Hallowed Be Thy Name                                                                         |                                                                                              | 7:10                                                                                         |                                                                                              |                                                                                              |                                                                                              |                                                                                              |                                                                                              |                                                                                              |
| 14.                                                                                          | Iron Maiden                                                                                  |                                                                                              | 6:01                                                                                         |                                                                                              |                                                                                              |                                                                                              |                                                                                              |                                                                                              |                                                                                              |
| 75:46                                                                                        |                                                                                              |                                                                                              |                                                                                              |                                                                                              |                                                                                              |                                                                                              |                                                                                              |                                                                                              |                                                                                              |

## Beast over Hammersmith
Beast over Hammersmith est un double-album live du groupe de heavy metal britannique Iron Maiden, sorti en 2002 mais enregistré 20 ans auparavant.
L'album est enregistré le 20 mars 1982, lors de la tournée The Beast on the Road au Hammersmith Odeon (Londres), les images sont spécialement coproduites et montées par Steve Harris et Doug Hall pour faire partie du coffret Eddie's Archive.

## Best of the 'B' Sides
Compilations par Iron Maiden
Ed Hunter
(1999) Edward the Great
(2002)
Coffret Eddie's Archive
Beast over Hammersmith The BBC archives
Best of the 'B' Sides, comme son nom l'indique, est une compilation de faces B des singles du groupe de heavy metal britannique Iron Maiden, sorti en novembre 2002 dans le cadre du coffret Eddie's Archive et regroupant, sur 2 disques, 31 titres produits entre 1979 et 2000.
Chaque piste est remasterisée et l'ensemble est accompagné d'un commentaire de Rod Smallwood (en), co-manager du groupe.
Cette compilation couvre tous les singles depuis leur premier album (Running Free, 1980) jusqu'à Out of the Silent Planet (2000), bien que plusieurs des faces B du groupe aient été exclues de la collection tels que Total Eclipse (de Run to the Hills, 1982), Mission From 'Arry (de 2 Minutes to Midnight, 1984), Bayswater Ain't a Bad Place to Be (de Be Quick or Be Dead, 1992) et I Live My Way (de Man on the Edge, 1995).
Il manque également la reprise de Massacre du groupe Thin Lizzy (tirée de Can I Play with Madness, 1988) et un certain nombre de faces B live.
L'album est décrit, sur le site Web du groupe, comme « une collection qui non seulement révèle beaucoup sur le groupe en tant qu'individus et le caractère inhérent du groupe, mais fournit également un véritable aperçu de qui et d'où viennent leurs influences ».

### Liste des morceaux
| Disque 1 | Disque 1                                                          | Disque 1                                  | Disque 1                          | Disque 1 | Disque 1 | Disque 1 | Disque 1 | Disque 1 | Disque 1 |
| No       | Titre                                                             | Auteur                                    | Single d'origine                  | Durée    |          |          |          |          |          |
| -------- | ----------------------------------------------------------------- | ----------------------------------------- | --------------------------------- | -------- | -------- | -------- | -------- | -------- | -------- |
| 1.       | Burning Ambition                                                  | Steve Harris                              | Running Free (1980)               | 2:42     |          |          |          |          |          |
| 2.       | Drifter (Live au Marquee Club, Londres, 03/04/1980)               | Harris                                    | Sanctuary (1980)                  | 6:03     |          |          |          |          |          |
| 3.       | Invasion                                                          | Harris                                    | Women in Uniform (1980)           | 2:39     |          |          |          |          |          |
| 4.       | Remember Tomorrow (Live de tournée à Padoue (Italie), 29/10/1981) | Paul Di'Anno, Harris                      | The Number of the Beast (1982)    | 5:28     |          |          |          |          |          |
| 5.       | I've Got the Fire (Reprise du groupe Montrose)                    | Ronnie Montrose                           | Flight of Icarus (1983)           | 2:39     |          |          |          |          |          |
| 6.       | Cross-Eyed Mary (Reprise du groupe Jethro Tull)                   | Ian Anderson                              | The Trooper (1983)                | 3:56     |          |          |          |          |          |
| 7.       | Rainbow's Gold (Reprise du groupe Beckett)                        | Terry Slesser, Kenny Mountain             | 2 Minutes to Midnight (1984)      | 4:59     |          |          |          |          |          |
| 8.       | King of Twilight (Reprise du groupe Nektar)                       | Nektar                                    | Aces High (1984)                  | 4:53     |          |          |          |          |          |
| 9.       | Reach Out (Reprise du groupe The Entire Population of Hackney)    | Dave Colwell                              | Wasted Years (1986)               | 3:33     |          |          |          |          |          |
| 10.      | That Girl (Reprise du groupe FM)                                  | Andy Barnett, Merv Goldsworthy, Pete Jupp | Stranger in a Strange Land (1986) | 5:05     |          |          |          |          |          |
| 11.      | Juanita (Reprise du groupe Marshall Fury)                         | Steve Barnacle, Derek O'Neil              | Stranger in a Strange Land        | 3:47     |          |          |          |          |          |
| 12.      | Sheriff of Huddersfield                                           | Iron Maiden                               | Wasted Years (1986)               | 3:35     |          |          |          |          |          |
| 13.      | Black Bart Blues                                                  | Harris                                    | Can I Play with Madness (1988)    | 6:41     |          |          |          |          |          |
| 14.      | Prowler '88                                                       | Bruce Dickinson                           | The Evil that Men Do (1988)       | 4:09     |          |          |          |          |          |
| 15.      | Charlotte the Harlot '88                                          | Dave Murray                               | The Evil that Men Do              | 4:13     |          |          |          |          |          |
| 64:22    |                                                                   |                                           |                                   |          |          |          |          |          |          |

| Disque 2 | Disque 2 | Disque 2                                              | Disque 2                                       | Disque 2 | Disque 2 | Disque 2 | Disque 2 | Disque 2 | Disque 2 |
| No       | Titre | Auteur                                                | Single d'origine                               | Durée    |          |          |          |          |          |
| -------- | --- | ----------------------------------------------------- | ---------------------------------------------- | -------- | -------- | -------- | -------- | -------- | -------- |
| 1.       | All in Your Mind (Reprise du groupe Stray)                                                                  | Del Bromham                                           | Holy Smoke (1990)                              | 4:31     |          |          |          |          |          |
| 2.       | Kill Me Ce Soir (Reprise du groupe Golden Earring)                                                          | George Kooymans, Barry Hay, John Fenton               | Holy Smoke                                     | 6:17     |          |          |          |          |          |
| 3.       | I'm a Mover (Reprise du groupe Free)                                                                        | Andy Fraser, Paul Rodgers                             | Bring Your Daughter... to the Slaughter (1990) | 3:29     |          |          |          |          |          |
| 4.       | Communication Breakdown (Reprise du groupe Led Zeppelin)                                                    | John Bonham, John Paul Jones, Jimmy Page              | Bring Your Daughter... to the Slaughter        | 2:42     |          |          |          |          |          |
| 5.       | Nodding Donkey Blues                                                                                        | Harris, Dickinson, Murray, Nicko McBrain, Janick Gers | Be Quick or Be Dead (1992)                     | 3:17     |          |          |          |          |          |
| 6.       | Space Station #5 (Reprise du groupe Montrose)                                                               | Ronnie Montrose                                       | Be Quick or Be Dead                            | 3:47     |          |          |          |          |          |
| 7.       | I Can't See My Feelings (Reprise du groupe Budgie)                                                          | Tony Bourge, Burke Shelley                            | From Here to Eternity (1992)                   | 3:50     |          |          |          |          |          |
| 8.       | Roll over Vic Vella (Reprise de la chanson Roll Over Beethoven de Chuck Berry avec des paroles différentes) | Chuck Berry                                           | From Here to Eternity                          | 4:48     |          |          |          |          |          |
| 9.       | Justice of the Peace                                                                                        | Harris, Murray                                        | Man on the Edge (1995)                         | 3:33     |          |          |          |          |          |
| 10.      | Judgement Day                                                                                               | Blaze Bayley, Gers                                    | Man on the Edge                                | 4:04     |          |          |          |          |          |
| 11.      | My Generation (Reprise du groupe The Who)                                                                   | Pete Townshend                                        | Lord of the Flies (1995)                       | 3:37     |          |          |          |          |          |
| 12.      | Doctor Doctor (Reprise du groupe UFO)                                                                       | Michael Schenker, Phil Mogg                           | Lord of the Flies                              | 4:50     |          |          |          |          |          |
| 13.      | Blood on the World's Hands (Live à Göteborg (Suède), 01/11/1995)                                            | Harris                                                | The Angel and the Gambler (1998)               | 6:07     |          |          |          |          |          |
| 14.      | The Aftermath (Live à Göteborg (Suède), 01/11/1995)                                                         | Bayley, Gers, Harris                                  | The Angel and the Gambler                      | 6:45     |          |          |          |          |          |
| 15.      | Futureal (Live de tournée à Milan (Italie), 29/09/1999)                                                     | Bayley, Harris                                        | The Wicker Man (2000)                          | 3:01     |          |          |          |          |          |
| 16.      | Wasted Years (Live de tournée à Milan (Italie), 29/09/1999)                                                 | Smith                                                 | Out of the Silent Planet (2000)                | 5:07     |          |          |          |          |          |
| 69:45    | |                                                       |                                                |          |          |          |          |          |          |